# Društvo mrtvih pjesnika
Društvo mrtvih pjesnika (eng. Dead Poets Society) je američka drama iz 1989. godine koju je režirao Peter Weir, a u kojoj je glavnu ulogu ostvario Robin Williams. Radnjom smješten u konzervativnu i aristokratsku akademiju Welton u državi Vermont 1959. godine, film priča priču o profesoru engleskog jezika koji inspirira svoje učenike poezijom. Film je bio veliki kritički uspjeh i nominiran je za mnoge filmske nagrade.
Scenarij je napisao Tom Schulman, a temeljen je na njegovom vlastitom životu u akademiji Montgomery Bell u Nashvilleu (država Tennessee). Snimanje filma odvijalo se u školi St. Andrew u gradu Middletown, država Delaware.

## Radnja
Neil Perry (Leonard), Todd Anderson (Hawke), Knox Overstreet (Charles), Charlie Dalton (Hansen), Richard Cameron (Kussman), Steven Meeks (Ruggiero) i Gerard Pitts (Waterston) su srednjoškolci na akademiji Welton, elitnoj školi čija pravila donosi ravnatelj Gale Nolan (Lloyd), a koja se kreću oko mota "tradicija, čast, disciplina i izvrsnost". Neil i Todd nalaze se pod ogromnim roditeljskim pritiskom kako bi postali doktor odnosno odvjetnik, ali Todd želi biti pisac dok Neil otkriva strast za glumom.
Nastavne metode njihovog novog profesora engleskog jezika, Johna Keatinga (Williams) su neortodoksne za standarde Weltona. On, naime, zviždi uvertiru iz 1812. godine i odvodi ih van učionice kako bi se fokusirali na ideju da iskoriste svaki dan (carpe diem). Također im govori da ga mogu zvati O Kapetane! Moj Kapetane! (referenca na pjesmu autora Walta Whitmana), ako se usude. Na drugom satu, Keating kaže Neilu da pročita uvodni paragraf njihove knjige iz poezije u kojem se ističe matematička formula za ocjenjivanje kvalitete poezije koju Keating smatra smiješnom i naredi svojim učenicima da poderu kompletan uvod iz knjige na čuđenje jednog od njegovih kolega profesora. Kasnije naredi učenicima da stanu na svoje stolove kako bi svijet promatrali iz druge perspektive. Učenici ubrzo otkrivaju da je Keating bio bivši učenik akademije Welton i odluče potajno osnovati školski literarni klub imena Društvo mrtvih pjesnika kojem je Keating pripadao, susrećući se u špilji koja se nalazi na imanju škole.
Zbog svoje samosvijesti Todd ne uspijeva riješiti pisani zadatak pa ga Keating dodatno podučava kako bi izrazio vlastitu ličnost vidjevši da učenik ima dosta potencijala. Charlie objavljuje nepotpisani članak u školskim novinama u kojem ističe da bi na Welton trebalo primati i djevojke. Na školskom saslušanju on obavlja "telefonski poziv s Bogom" koji mu daje potporu, na taj način izazvavši bijes ravnatelja. Nakon što ga ravnatelj Nolan upozori na njegove nastavne metode, Keating kaže dečkima da moraju biti "mudri, ali ne glupi" kada protestiraju protiv sustava.
Knox upoznaje i zaljubljuje se u djevojku Chris te koristi svoju novo-pronađenu ljubav za poezijom kako bi ju zaveo. Jednu od svojih pjesama predstavi u razredu, a Keating mu zaplješće i istakne da mu je drago što je napisao ljubavnu pjesmu iz dubine duše. Knox putuje u javnu školu koju pohađa Chris i recitira joj pjesmu te ju nagovori da s njim ode na kazališnu predstavu. Neil želi postati glumac, ali zna da njegov otac (Kurtwood Smith) to nikad neće odobriti. Upravo zato on potajice, bez znanja oca, odlazi na audiciju za ulogu Pucka u produkciji San ljetne noći. Njegov otac ipak sve saznaje i naredi mu da napusti predstavu. Neil pita Keatinga za savjet, a ovaj mu govori da treba porazgovarati s ocem i reći mu kako se osjeća, međutim Neil ne može skupiti hrabrosti za to. Umjesto toga, on se suprotstavlja ocu i sudjeluje u predstavi. Pred kraj predstave njegov otac dolazi u kazalište, ljutit. Odvodi Neila kući i govori mu da ga namjerava upisati u vojnu akademiju kako bi ga tamo pripremili za Harvard i medicinsku karijeru. Nemoćan suočiti se s takvom budućnošću koja ga čeka te u nemogućnosti razgovora s ocem, Neil počini samoubojstvo.
Na zahtjev Neilovih roditelja, ravnatelj škole kreće u istragu. Cameron odlazi na ispitivanje školskog odbora. Kasnije, kada se sretne s Charliejem, Cameron prizna da ih je izdao i optužio Keatinga za sve te nagovara ostale da također izdaju Keatinga. Charlie udara Camerona pa kasnije biva izbačen iz škole. Nolan poziva Todda u ured gdje ga čekaju roditelji. Nolan prisiljava Todda da prizna da je bio član Društva mrtvih pjesnika te da potpiše dokument koji optužuje Keatinga za zloupotrebu svog položaja, podupiranja dječaka da pokrenu klub i ohrabrivanja Neila da se suprotstavlja očevim željama. Todd vidi potpise ostalih kolega na dokumentu, a u tom trenutku ga i vlastiti otac prisiljava na potpis. Keatinga ubrzo nakon toga otpuste.
Dječaci se vraćaju na sat engleskog jezika kojeg sad podučava Nolan koji im govori da pročitaju odličan uvodni esej iz njihove knjige tek tada shvaćajući da su ga ranije potrgali. U tom trenutku Keating ulazi u učionicu kako bi pokupio svoje stvari. Todd mu govori da su ih prisilili da potpišu dokument kojim je on otpušten. Nolan naređuje Toddu da šuti i govori Keatingu da ode. Kako se približava izlaznim vratima, Todd po prvi puta smogne snage da odlučno nastupi, diže se na stol i poviče "O Kapetane! Moj Kapetane!" Nolan upozorava Todda da sjedne ili će ga izbaciti iz škole. U tom trenutku, većina učenika u razredu uključujući Knoxa, Meeksa i Pittsa ustaje na stol i gleda u Keatinga, u potpunosti ignorirajući Nolanove naredbe dok ovaj u konačnici ne odustane. Keating odlazi iz učionice, vidljivo dirnut.

## Glumačka postava
- Robin Williams kao John Keating
- Robert Sean Leonard kao Neil Perry
- Ethan Hawke kao Todd Anderson
- Josh Charles kao Knox Overstreet
- Gale Hansen kao Charlie Dalton
- Norman Lloyd kao ravnatelj Gale Nolan
- Kurtwood Smith kao gdin Perry
- Dylan Kussman kao Richard Cameron
- James Waterston kao Gerard Pitts
- Allelon Ruggiero kao Steven Meeks
- Leon Pownall kao McAllister
- Alexandra Powers kao Chris Noel
- Kevin Cooney kao Joe Danburry
- Welker White kao Tina
- Debra Mooney kao gđa Anderson

## Kritike
Filmska kritika uglavnom je hvalila film. Na popularnoj Internet stranici Rotten Tomatoes film ima 86% pozitivnih ocjena, a na drugoj Internet stranici Metacritic prosječna ocjena je 79/100 temeljena na 14 kritičara.
Kritičar Washington Posta istaknuo je da je film "solidna, pametna zabava" te naglasio odličnu glumu Robina Williamsa. Vincent Canby iz New York Timesa također je hvalio Williamsovu "izrazito ugodnu performansu" te istaknuo da se Društvo mrtvih pjesnika... puno manje bavi Keatingom, a puno više impresivnim dječacima."
Kritika Rogera Eberta bila je pomiješana; dao je filmu dvije zvjezdice (od četiri) kritizirajući Williamsa što je uništio inače savršene glumačke performanse i to povremenim izlaskom u njegovu komičnu personu.

## Nagrade i nominacije
Film Društvo mrtvih pjesnika osvojio je nagradu Oscar u kategoriji najboljeg scenarija (Tom Schulman). Peter Weir dobio je nominaciju u kategoriji najboljeg redatelja, a sam film također je bio nominiran u kategoriji filma 1989. godine. Robin Williams zaradio je svoju drugu nominaciju za nagradu Oscar za ulogu koja se danas smatra jednom od najboljih u njegovoj kompletnoj karijeri. Film je osvojio britansku nagradu BAFTA u kategoriji najboljeg filma godine.
Rečenica iz filma "Carpe diem. Iskoristite dan, momci. Učinite svoje živote posebnima." postavljena je na 95. mjesto najboljih filmskih citata u povijesti od strane Američkog filmskog instituta. Sam film je Američki filmski institut proglasio jednim od 100 najinspirativnijih filmova svih vremena.

### Oscar
Film Društvo mrtvih pjesnika bio je nominiran u četiri kategorije za prestižnu filmsku nagradu Oscar, a osvojio je jednu:
- Najbolji originalni scenarij - Tom Schulman
- Najbolji film - Steven Haft, Paul Junger Witt, Tony Thomas
- Najbolji redatelj - Peter Weir
- Najbolji glumac - Robin Williams

### Zlatni globus
Film Društvo mrtvih pjesnika bio je nominiran u četiri kategorije za Zlatni globus, ali nije osvojio niti jednu nagradu:
- Najbolji film (drama)
- Najbolji redatelj - Peter Weir
- Najbolji glumac (drama) - Robin Williams
- Najbolji scenarij - Tom Schulman

### BAFTA
Film Društvo mrtvih pjesnika bio je nominiran u šest kategorija za prestižnu britansku nagradu BAFTA, a osvojio je dvije:
- Najbolji film - Steven Haft, Paul Junger Witt, Tony Thomas, Peter Weir
- Najbolja originalna glazba - Maurice Jarre
- Najbolji redatelj - Peter Weir
- Najbolji glumac - Robin Williams
- Najbolji scenarij - Tom Schulman
- Najbolja montaža - William M. Anderson

## Glazba iz filma
Kompletnu glazbu iz filma komponirao je Maurice Jarre.
1. "Carpe Diem"
2. "Neil"
3. "To the Cave"
4. "Keating's Triumph"

## Vanjske poveznice
- Društvo mrtvih pjesnika u internetskoj bazi filmova IMDb-a
- Društvo mrtvih pjesnika na Box Office Mojo
- Društvo mrtvih pjesnika na Rotten Tomatoes
- "To the Virgins, to Make Much of Time" autora Roberta Herricka, pjesma citirana u filmu